# Petrova Ves
Petrova Ves (allemand : Petersdorf bei Eggbell ) est un village de Slovaquie situé dans la région de Trnava.

## Histoire
Première mention écrite du village en 1392.

## Démographie

### Évolution de la population
| Année:               | 1994. | 2004.   | 2014.   | 2024.   |
| -------------------- | ----- | ------- | ------- | ------- |
| Nombre de personnes: | 994   | 1003    | 1093    | 1082    |
| Différence:          |       | +0,90 % | +8,97 % | -1,00 % |

| Année:               | 2023. | 2024.   |
| -------------------- | ----- | ------- |
| Nombre de personnes: | 1075  | 1082    |
| Différence:          |       | +0,65 % |